# دباء غيني
دباء غيني (الاسم العلمي:Lagenaria guineensis) هو نوع من النباتات يتبع جنس الدباء (جنس) من الفصيلة القرعية.